# Villars-les-Dombes
Pour les articles homonymes, voir Villars et Dombes.
Villars-les-Dombes, également orthographiée par erreur Villars-lès-Dombes, est une commune française, située dans le département de l'Ain en région Auvergne-Rhône-Alpes.

## Géographie

### Localisation
La ville se situe dans la partie sud du département de l'Ain, à mi-chemin entre Lyon (33 km) et Bourg-en-Bresse (29 km), au cœur de la région de la Dombes connue pour ses nombreux étangs propices à la pisciculture ainsi que pour son parc ornithologique, le Parc des oiseaux. Elle est traversée par la Chalaronne.

### Climat
Pour des articles plus généraux, voir Climat d'Auvergne-Rhône-Alpes et Climat de l'Ain.
En 2010, le climat de la commune est de type climat océanique dégradé des plaines du Centre et du Nord, selon une étude du CNRS s'appuyant sur une série de données couvrant la période 1971-2000. En 2020, Météo-France publie une typologie des climats de la France métropolitaine dans laquelle la commune est dans une zone de transition entre le climat semi-continental et le climat de montagne et est dans la région climatique Bourgogne, vallée de la Saône, caractérisée par un bon ensoleillement (1 900 h/an), un été chaud (18,5 °C), un air sec au printemps et en été et des vents faibles.
Pour la période 1971-2000, la température annuelle moyenne est de 11,5 °C, avec une amplitude thermique annuelle de 17,9 °C. Le cumul annuel moyen de précipitations est de 941 mm, avec 10,6 jours de précipitations en janvier et 7,4 jours en juillet. Pour la période 1991-2020, la température moyenne annuelle observée sur la station météorologique de Météo-France la plus proche, sur la commune de Marlieux à 8 km à vol d'oiseau, est de 12,2 °C et le cumul annuel moyen de précipitations est de 909,1 mm,. Pour l'avenir, les paramètres climatiques de la commune estimés pour 2050 selon différents scénarios d'émission de gaz à effet de serre sont consultables sur un site dédié publié par Météo-France en novembre 2022.

## Urbanisme

### Typologie
Au 1er janvier 2024, Villars-les-Dombes est catégorisée bourg rural, selon la nouvelle grille communale de densité à 7 niveaux définie par l'Insee en 2022.
Elle appartient à l'unité urbaine de Villars-les-Dombes, une unité urbaine monocommunale constituant une ville isolée,. Par ailleurs la commune fait partie de l'aire d'attraction de Lyon, dont elle est une commune de la couronne,. Cette aire, qui regroupe 397 communes, est catégorisée dans les aires de 700 000 habitants ou plus (hors Paris),.

### Occupation des sols
L'occupation des sols de la commune, telle qu'elle ressort de la base de données européenne d’occupation biophysique des sols Corine Land Cover (CLC), est marquée par l'importance des territoires agricoles (60,5 % en 2018), en diminution par rapport à 1990 (64,9 %). La répartition détaillée en 2018 est la suivante : 
terres arables (56,9 %), eaux continentales (19,7 %), zones urbanisées (7,5 %), forêts (7,1 %), espaces verts artificialisés, non agricoles (2,8 %), zones industrielles ou commerciales et réseaux de communication (2,5 %), prairies (2,4 %), zones agricoles hétérogènes (1,2 %).
L'évolution de l’occupation des sols de la commune et de ses infrastructures peut être observée sur les différentes représentations cartographiques du territoire : la carte de Cassini (XVIIIe siècle), la carte d'état-major (1820-1866) et les cartes ou photos aériennes de l'IGN pour la période actuelle (1950 à aujourd'hui).

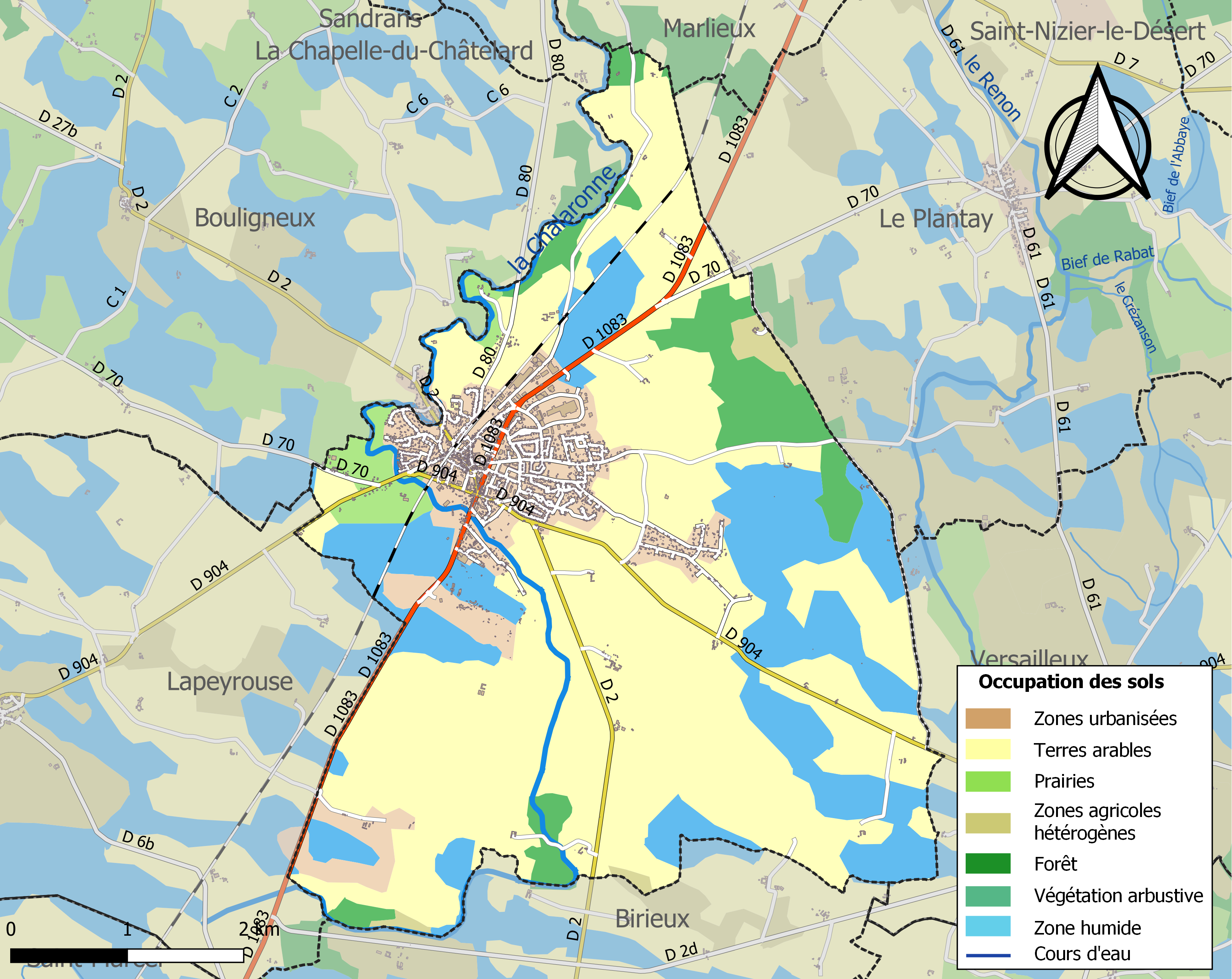
Carte des infrastructures et de l'occupation des sols de la commune en 2018 (CLC).

## Toponymie
L'ancien nom de la commune, Villars-en-Bresse, mettait l'accent sur son appartenance à la Bresse, dépendant de la Savoie, par opposition au Dauphiné. Depuis que la commune a été renommée Villars-les-Dombes (le 19 octobre 1956), on rencontre localement la graphie Villars-lès-Dombes, pour indiquer que la commune était située près de la souveraineté de Dombes, sans en faire partie.[réf. nécessaire]

## Histoire
Des médailles d'argent retrouvées sur la commune de Villars à l'effigie d'empereurs romains tels que Trajan prouvent l'existence d'un peuplement sur l'actuelle commune de Villars-les-Dombes aux alentours de 24 av. J.-C., pendant la période gallo-romaine. De plus, une voie romaine reliait la ville à Montluel. Une fouille archéologique menée à l’ouest du bourg, au lieu-dit la Mantolière, a permis d'identifier une occupation du Ier siècle de notre ère.
Le bourg s'est développé à l'origine autour de l'église au sud, mentionnée par les sources en 1080, et de la motte castrale au nord, dont la première mention remonte à 1139. Durant le XIIIe siècle, il se clôt d'une enceinte qui reprend le contour des fortifications de terre de la basse cour établie près de la motte. Le bourg est mentionné par les sources en 1253, et bénéficie d'une charte de franchise en 1267. Un commanderie templière est attestée au lieu-dit Saint-Denis en 1201 et passe aux mains des Hospitaliers de l'ordre de Saint-Jean de Jérusalem en 1312.
En 2015, une fouille archéologique a vu la mise au jours d'un four de tuilier à proximité de la gare.

## Politique et administration

### Découpage territorial
La commune de Villars-les-Dombes est membre de la communauté de communes de la Dombes, un établissement public de coopération intercommunale (EPCI) à fiscalité propre créé le 1er janvier 2017 dont le siège est à Châtillon-sur-Chalaronne. Ce dernier est par ailleurs membre d'autres groupements intercommunaux.
Sur le plan administratif, elle est rattachée à l'arrondissement de Bourg-en-Bresse, au département de l'Ain et à la région Auvergne-Rhône-Alpes. Sur le plan électoral, elle dépend du  canton de Villars-les-Dombes pour l'élection des conseillers départementaux, depuis le redécoupage cantonal de 2014 entré en vigueur en 2015, et de la quatrième circonscription de l'Ain  pour les élections législatives, depuis le dernier découpage électoral de 2010.

### Liste des maires
| Période | Période  | Identité         | Étiquette        | Qualité |
| ------- | -------- | ---------------- | ---------------- | --- |
| 1944    | 1977     | Jean Saint-Cyr   | Radical puis MRG | Sénateur (1946-1951) Député (1951-1956) Conseiller général (1945-1979) Président du Conseil général (1949-1979) |
| 1977    | 1989     | Sylvain Lançon   | DVG              | |
| 1989    | 2000     | Paul Duperrier   | RPR              | Conseiller général (1982-98) Décès en cours de mandat                                                           |
| 2000    | 2001     | Marie-Claude Mas |                  | |
| 2001    | 2008     | Lucien Berger    | DVG              | Conseiller général (1998-2004)                                                                                  |
| 2008    | 2014     | Gabriel Humbert  | DVG              | |
| 2014    | En cours | Pierre Larrieu   | DVD              | Fonctionnaire                                                                                                   |

### Conseil municipal jeune
La municipalité dispose d'un conseil municipal jeune élu pour deux ans, composé de 20 jeunes dont un maire junior âgés de 9 à 17 ans.

## Population et société

### Démographie
Ses habitants sont appelés les Villardois.
L'évolution du nombre d'habitants est connue à travers les recensements de la population effectués dans la commune depuis 1793. Pour les communes de moins de 10 000 habitants, une enquête de recensement portant sur toute la population est réalisée tous les cinq ans, les populations de référence des années intermédiaires étant quant à elles estimées par interpolation ou extrapolation. Pour la commune, le premier recensement exhaustif entrant dans le cadre du nouveau dispositif a été réalisé en 2008.
En 2022, la commune comptait 5 059 habitants, en évolution de +9,31 % par rapport à 2016 (Ain : +5,15 %, France hors Mayotte : +2,11 %).
| 1793 | 1800 | 1806 | 1821 | 1831 | 1836 | 1841 | 1846  | 1851  |
| ---- | ---- | ---- | ---- | ---- | ---- | ---- | ----- | ----- |
| 566  | 381  | 528  | 513  | 588  | 654  | 789  | 1 036 | 1 153 |

| 1856  | 1861  | 1866  | 1872  | 1876  | 1881  | 1886  | 1891  | 1896  |
| ----- | ----- | ----- | ----- | ----- | ----- | ----- | ----- | ----- |
| 1 094 | 1 111 | 1 304 | 1 473 | 1 612 | 1 535 | 1 607 | 1 482 | 1 426 |

| 1901  | 1906  | 1911  | 1921  | 1926  | 1931  | 1936  | 1946  | 1954  |
| ----- | ----- | ----- | ----- | ----- | ----- | ----- | ----- | ----- |
| 1 482 | 1 524 | 1 616 | 1 429 | 1 370 | 1 388 | 1 397 | 1 358 | 1 334 |

| 1962  | 1968  | 1975  | 1982  | 1990  | 1999  | 2006  | 2008  | 2013  |
| ----- | ----- | ----- | ----- | ----- | ----- | ----- | ----- | ----- |
| 1 583 | 1 842 | 2 344 | 2 796 | 3 415 | 4 190 | 4 303 | 4 330 | 4 449 |

| 2018  | 2022  | - | - | - | - | - | - | - |
| ----- | ----- | - | - | - | - | - | - | - |
| 4 962 | 5 059 | - | - | - | - | - | - | - |

### Enseignement
L'enseignement à Villars-les-Dombes couvre le primaire et le début du secondaire : une école maternelle (180 élèves), une école élémentaire (300 élèves), un collège public Léon-Comas (560 élèves) et un lycée privé (le lycée professionnel rural de l'Ain) comptant 140 élèves.

### Sports
Le Rugby club de la Dombes (ou RC Dombes) créé en 1983, qui fut vice-champion de France de 4e série en 1987. Après avoir participé pour la première au championnat de Fédérale 3 en 1999, il accède à la Fédérale 2 en 2007 où il était engagé en 2014. En 2015, il est en Fédérale 3.
Le 16 juillet 2016, la ville accueille l'arrivée de la 14e étape du Tour de France (Montélimar - Villars-les-Dombes Parc des oiseaux).

## Culture locale et patrimoine

### Lieux et monuments
- Motte castrale de Villars. Haute motte ou « poype » et ruine d'une tour ronde du XIIe siècle[25]. Cet édifice fortifié, centre de la seigneurie de Villars et berceau de la famille de Villars citée depuis le XIe siècle, fondue ensuite dans les Thoire, est ruiné en 1595 par les troupes françaises[26], et classée au titre des monuments historiques le 15 février 1905[27].
- Motte dite « poype de la Juire », aujourd'hui au milieu d'un étang[26].
- Motte dite « poype de Termans »[26].
- Église de la Nativité-de-la-Sainte-Vierge de Villars-les-Dombes de style roman datant du XIIe ou XIIIe siècle et remaniée gothique est inscrite aux monuments historiques depuis 1927[28].
- Musée de la Dombes (musée en préfiguration, non ouvert).
- Parc des oiseaux de Villars-les-Dombes, parc ludo-pédagogique de 23 hectares sur lequel sont rassemblées de grandes volières abritant de très nombreuses espèces d'oiseaux.

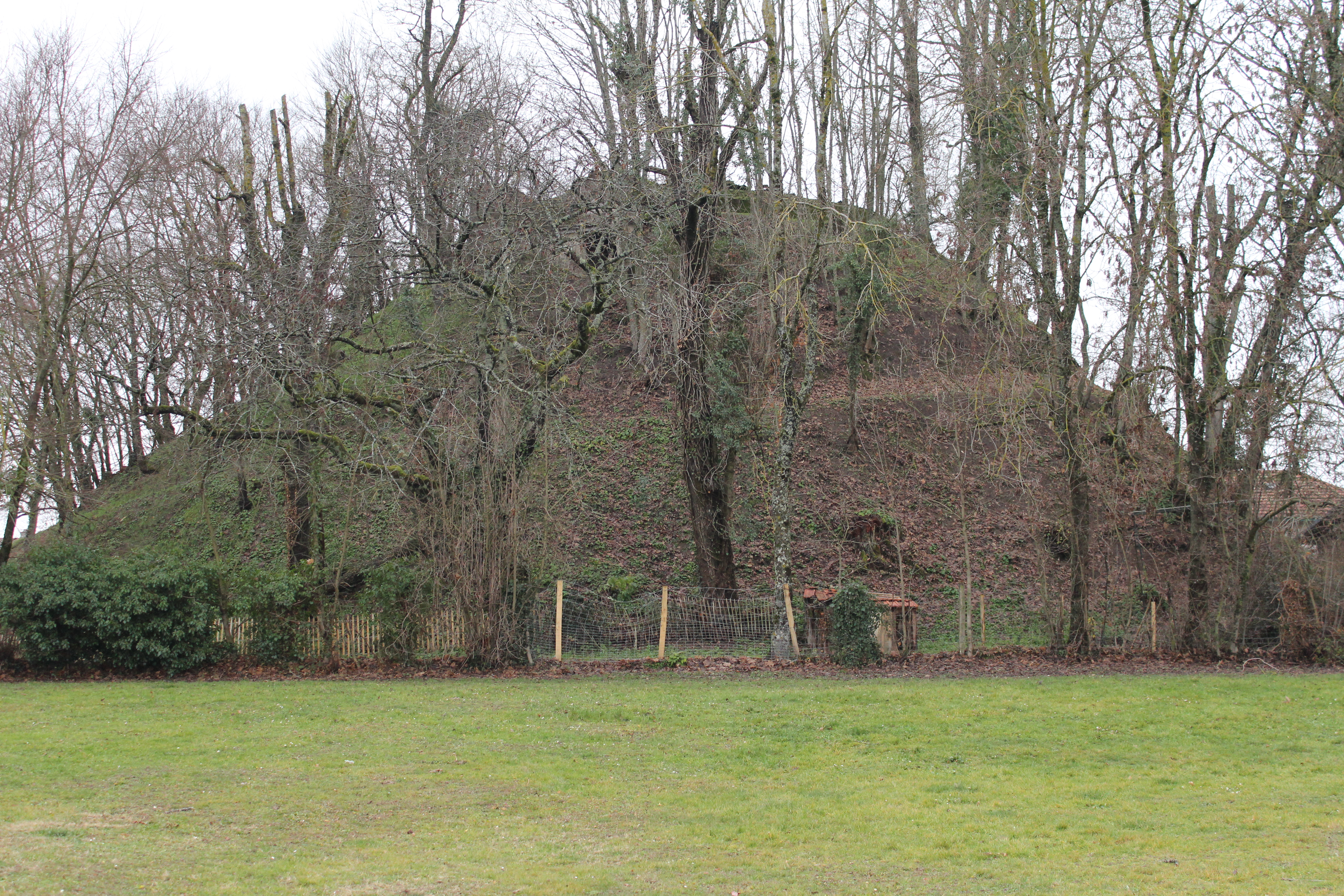
Poype de Villars.
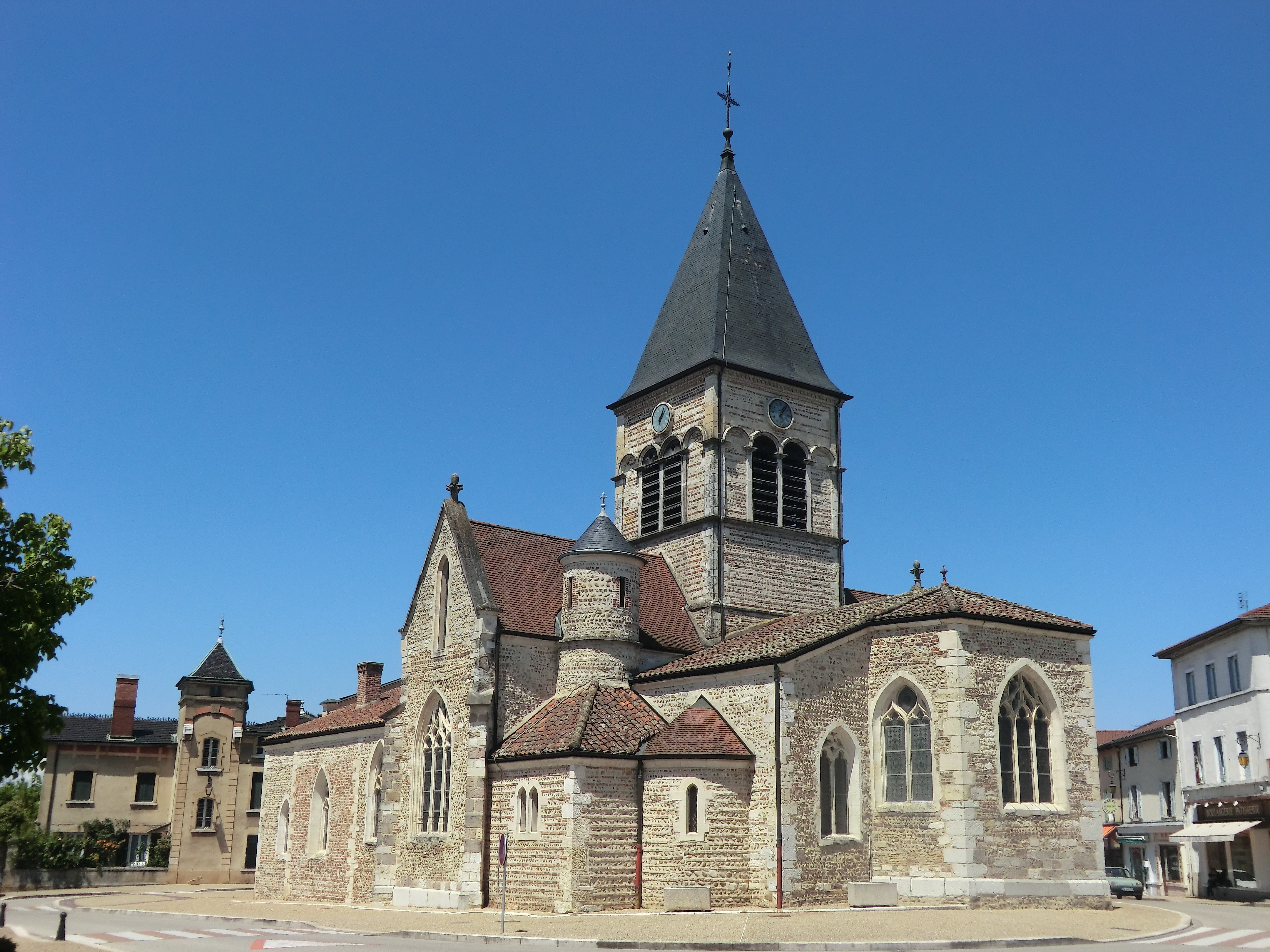
L'église de la Nativité-de-la-Sainte-Vierge.
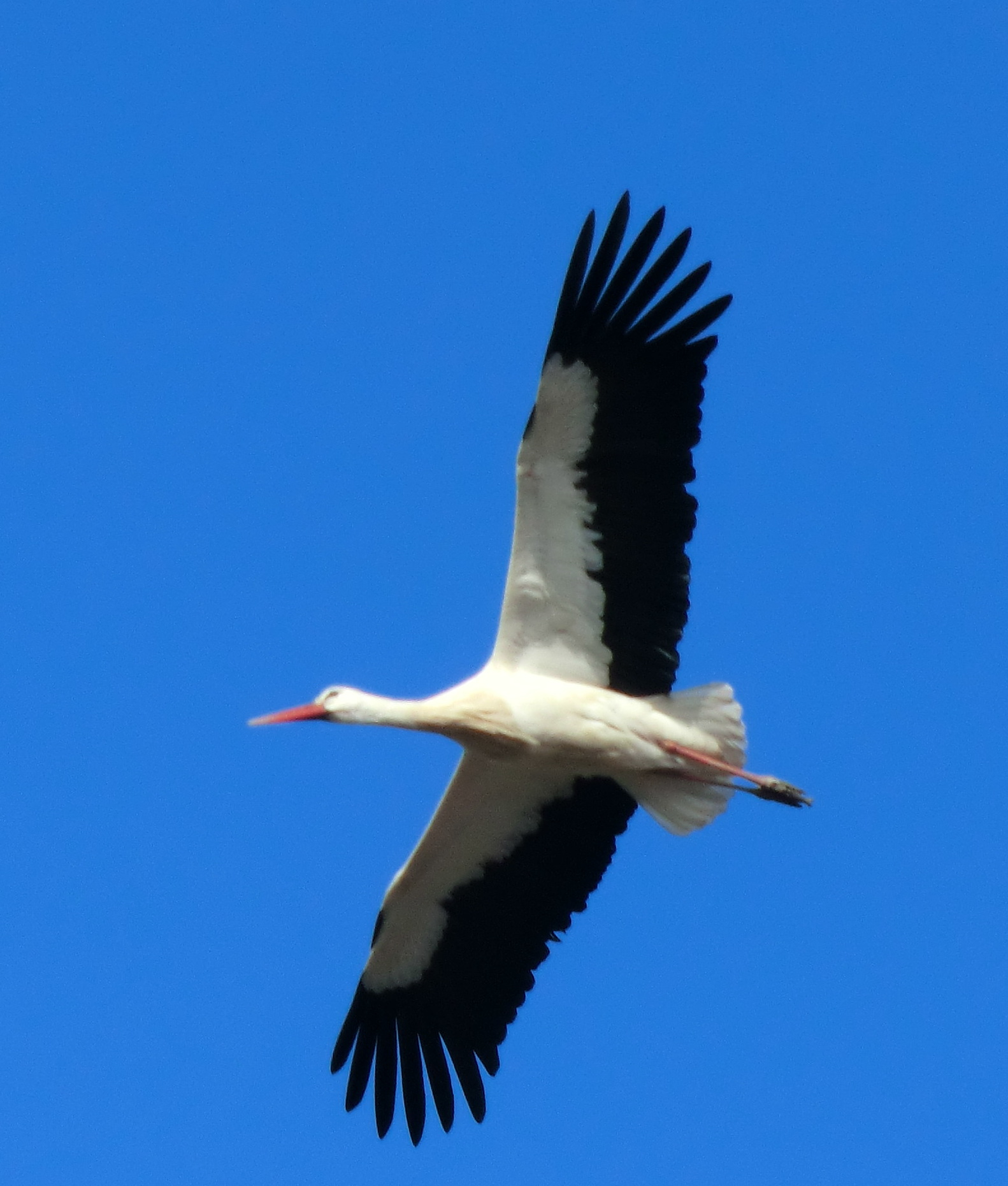
Une cigogne volant au-dessus du Parc des oiseaux.
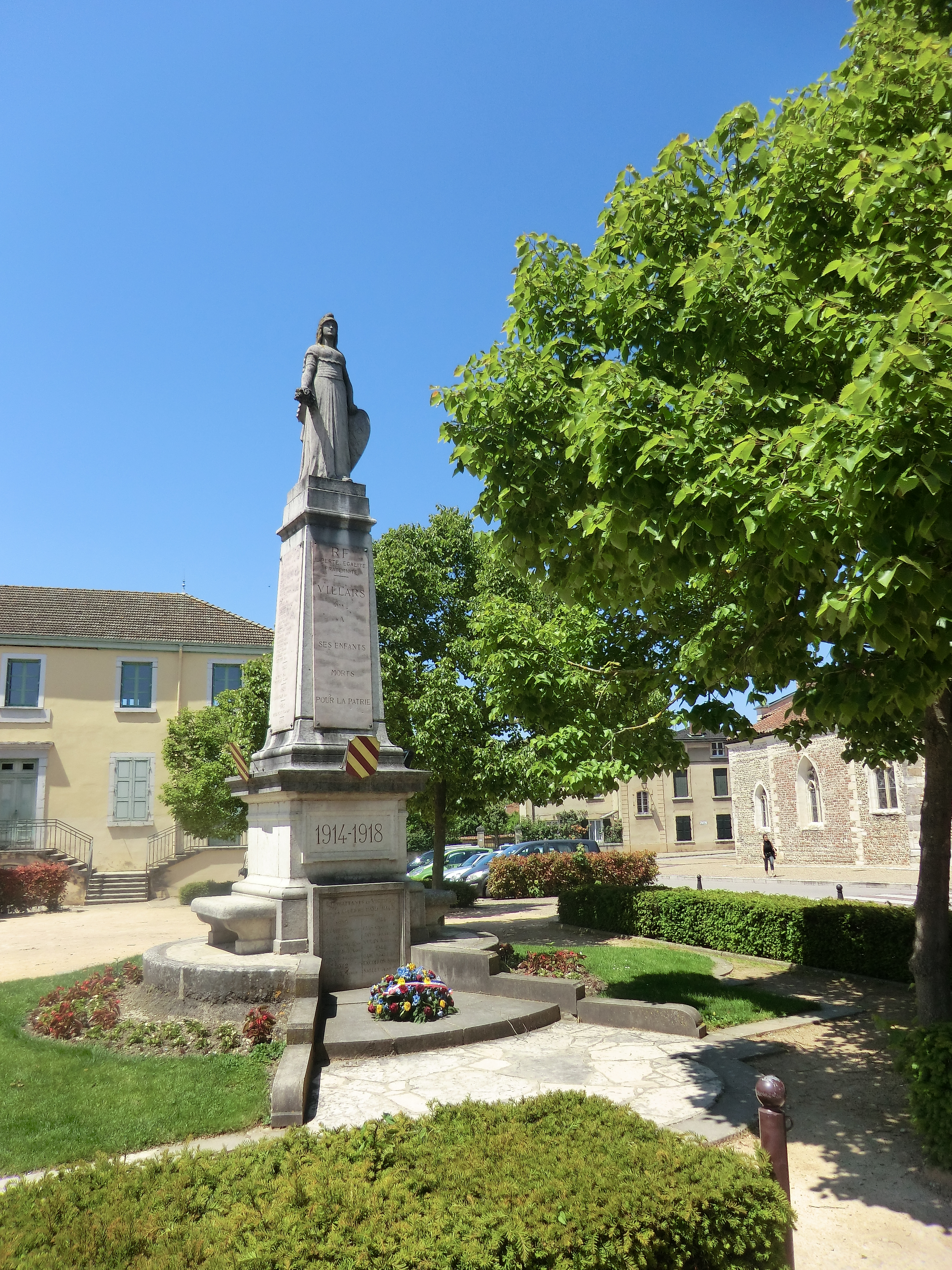
Monument aux morts, situé face à la mairie.

### Espaces verts et fleurissement
En 2014, la commune de Villars-les-Dombes bénéficie du label « ville fleurie » avec « deux fleurs » attribuées par le Conseil national des villes et villages fleuris de France au concours des villes et villages fleuris.

### Personnalités liées à la commune
- François Rozet (Villars-les-Dombes 1899 - 1994), acteur.

### Héraldique
| Blason de Villars-les-Dombes | Blason  | Bandé d'or et de gueules de six pièces. |
| Blason de Villars-les-Dombes | Détails |                                         |